# American-Airlines-Flug 587

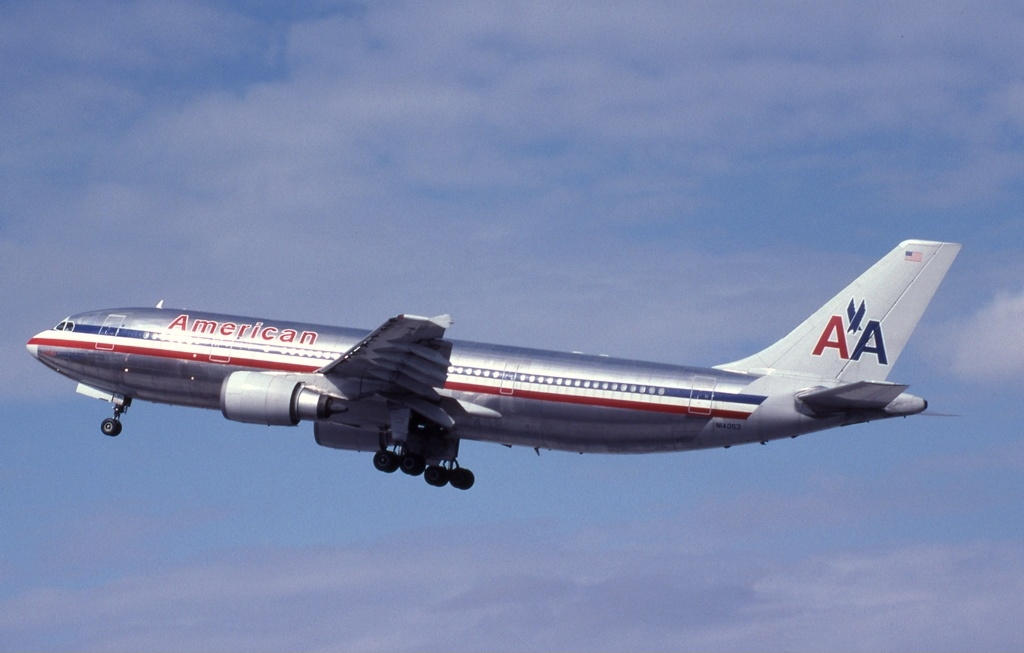
Die Unfallmaschine im Januar 2001 am Flughafen Miami

American-Airlines-Flug 587 war ein Linienflug der American Airlines vom John F. Kennedy International Airport nach Santo Domingo. Am 12. November 2001 verunglückte auf dieser Route ein Airbus A300 im Stadtgebiet von New York City im Stadtbezirk Queens. Bei dem Unfall, hervorgerufen durch Fehlreaktionen des Copiloten auf Turbulenzen in der Startphase, starben alle 260 Insassen des Flugzeugs sowie fünf Personen am Boden.

## Fluggerät

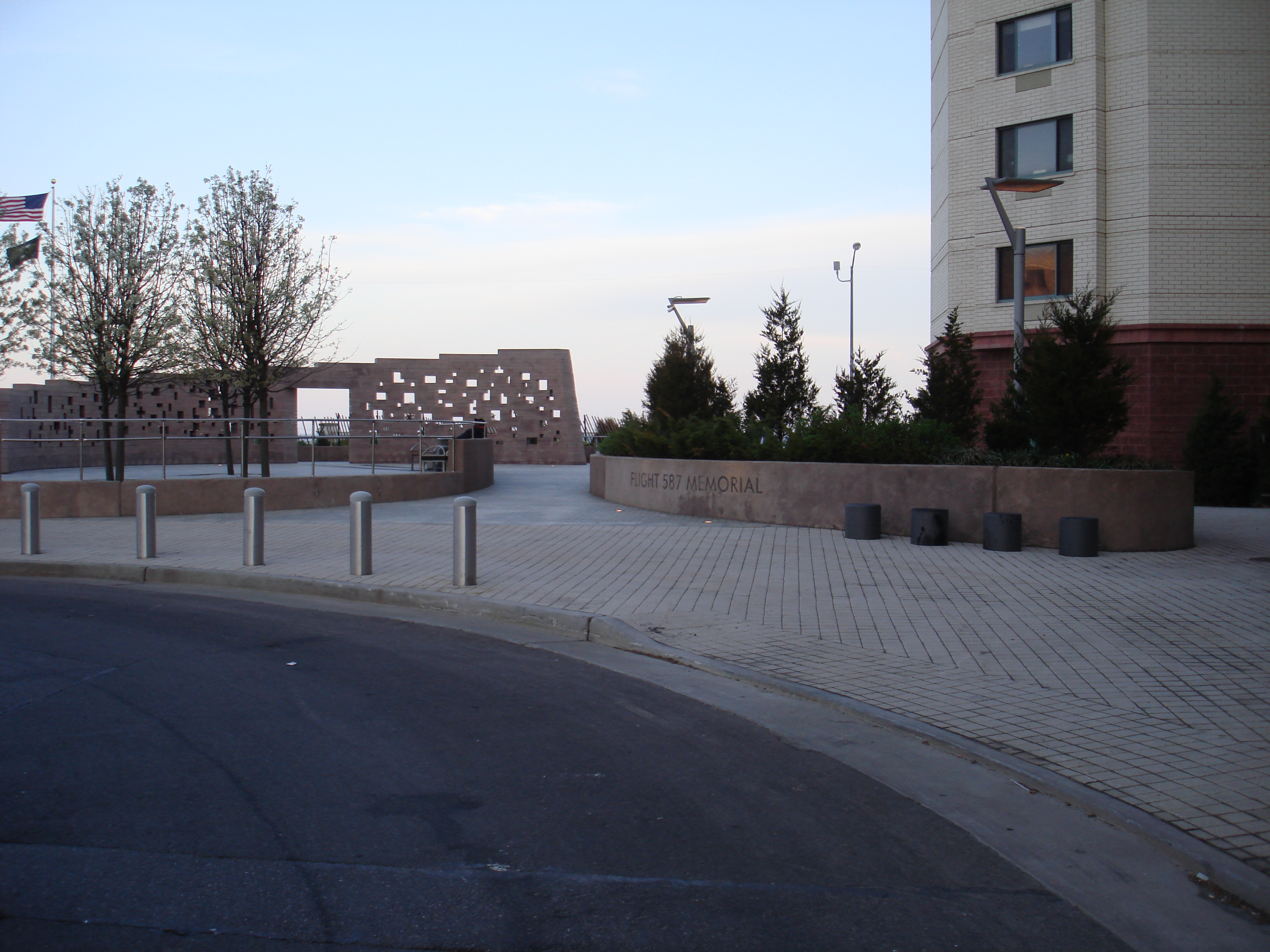
Denkmal für die 265 Todesopfer im benachbarten Viertel Rockaway Park.

Der eingesetzte Airbus A300-605R trug die Produktionsnummer MSN420 und das Kennzeichen N14053 und war am 12. Juli 1988 neu an American Airlines übergeben worden, die ihn seither durchgehend betrieben hatte.

## Unfallhergang
Der Airbus A300 durchflog kurz nach dem Start vom John F. Kennedy International Airport in New York über dem Stadtbezirk Queens Wirbelschleppen, die von einer zuvor gestarteten Boeing 747 erzeugt worden waren. Der Copilot, der das Flugzeug zu diesem Zeitpunkt flog, reagierte auf die Turbulenzen mit einer Serie heftiger Vollausschläge des Seitenruders in beide Richtungen. Dabei wurden die Betriebsgrenzen des Flugzeuges überschritten, worauf das Seitenleitwerk und später auch die Triebwerke abbrachen. Das Flugzeug war nicht mehr flugfähig und stürzte nahezu senkrecht in ein Wohngebiet des Stadtteils Belle Harbor auf der Halbinsel Rockaway.

## Fehlalarm wegen Terrorismusverdachts
Da zwei Monate nach den Anschlägen vom 11. September 2001 ein weiterer terroristischer Angriff befürchtet wurde, wurden die drei New Yorker Flughäfen sowie mehrere Tunnel und Brücken in der Stadt geschlossen; das Empire State Building wurde geräumt. Die Sicherheitsmaßnahmen wurden noch am selben Tag aufgehoben.

## Ursachen
Der Unfallbericht nannte Mängel in der Ausbildung als eine wesentliche Ursache für das Fehlverhalten des Copiloten. So zeigte sich die Ansicht vieler Piloten, dass innerhalb der Manövergeschwindigkeit alle Ruderbewegungen zulässig seien. Das ist aber nicht der Fall – nur ein einzelnes Ruder darf bis zum Maximum ausschlagen, aber auch das nicht in wechselnde Richtungen.

## Medien
In der fünften Folge der 13. Staffel der kanadischen Fernsehdokumentarserie Mayday – Alarm im Cockpit wurde eine Rekonstruktion des Unfalls in der Episode „Die Katastrophe von Queens“ gezeigt. Auch eine Folge der Fernsehserie Sekunden vor dem Unglück widmete sich der Katastrophe.